# Nina Morożenko
Nina Morożenko, ukr. Ніна Мороженко (ur. 13 marca 1928 w Błagodarnyj, zm. 10 lipca 2009 w Kijowie) – ukraińska astrofizyczka.

## Życiorys
W 1950 skończyła studia na Uniwersytecie Leningradzkim. W 1956 skończyła Leningradzki Instytut Pedagogiczny. Przeprowadziła się do Kijowa. Tam w latach 1958–1988 pracowała w Głównym Obserwatorium Astronomicznym Akademii Nauk ZSRR. W latach 1962–1968 pełniła funkcję sekretarza naukowego instytucji naukowej. W 1985 uzyskała stopień doktora nauk fizycznych i matematycznych. Była członkinią Międzynarodowej Unii Astronomicznej (IAU).
Interesowała się heliofizyką. Całe życie poświęciła poznawaniu budowy Słońca i zachodzących na nim procesów, wpływających na ludzką aktywność. Jej badania nad wypukłościami słonecznymi były jednymi z pierwszych na świecie. Napisała 56 prac naukowych.